# Cycloramphus stejnegeri
Cycloramphus stejnegeri é uma espécie de anfíbio  da família Leptodactylidae.

## Área de Ocorrência
Cycloramphus stejnegeri é endêmica do Brasil, conhecida apenas da localidade-tipo, situada em ambientes florestais preservados no Parque Nacional da Serra dos Órgãos, estado do Rio de Janeiro.

## População
A espécie é conhecida por poucos registros, sendo o último datado de 1979. Apesar dos esforços recentes de amostragem na região da localidade-tipo, não foram encontrados novos exemplares. Diante dessas circunstâncias, é possível supor que existam menos de 50 indivíduos maduros da espécie, ou até mesmo que ela esteja extinta.

## Ameaças
Não há informações específicas sobre as ameaças que podem ter contribuído para o desaparecimento ou declínio da espécie. Outras espécies do gênero Cycloramphus têm enfrentado declínio populacional, mesmo em locais bem preservados, mas a causa desse declínio ainda é desconhecida.

## Estado de Conservação
O ICMBio categorizou a espécie como Criticamente em Perigo (CR) segundo o critério D, indicando que a espécie está possivelmente extinta (PEX).